# 산호해마
산호해마( Hippocampus mohnikei )는 Syngnathidae 과에 속하는 어류의 일종이다. 산호해마의 최대 길이는 8cm에 달하며, 일반적으로 짙은 갈색이며 비교적 긴 꼬리, 능선 모양의 화관과 편평한 척추가 있다. 많은 해마 종은 비슷하게 생겼기 때문에 구별되는 특징 외에도 일련의 특정 측정 및 척추 및 꼬리 고리와 같은 해부학적 특징의 수를 사용하여 개별 표본을 식별한다.
H. mohnikei는 생후 첫 6개월 동안 플랑크톤 단계를 거치며, 그 후 Zostera 해초나 하구에 정착하여 번식을 시작한다. 그들은 태생이며 수컷은 육아낭에 알을 품는다. 한의학에서 여러 종류의 해마가 사용되지만 H. mohnikei는 그중 하나가 아니다.

## 사는 지역 및 먹이
H. mohnikei 분포의 중간 범위는 약 28 N 위도이다. 수년 동안 유일하게 확인된 분포는 일본 전역이었다. 그러나 최근에는 인도 남동부의 Palk Bay 해안까지 관측되었다. 또한 최근 캄보디아 캄폿에서도 분명히 관측되고 있다. 또한 중국, 태국, 베트남 주변 해역에도 있는 것으로 의심된다.
그들은 15.1–45.5mm의 길이 사이일 때, 생후 첫 6개월 동안 플랑크톤 단계를 가지며, 그들은 물기둥에서 다른 플랑크톤과 함께 이동한다. 그들이 성장함에 따라 Oithona davisae 및 Penilia avirostris 와 같은 작은 종에서 더 큰 음식 종으로 음식 선호도가 바뀐다. 플랑크톤 단계 후에 그들은 Zostera 해초 침대와 강어귀에 정착하는 것을 선호다.

## 식별 방법
H. mohnikei는 최대 길이 8cm에 달하며 일반적으로 전체가 짙은 갈색이나 얼룩덜룩할 수 있다. H. mohnikei 의 관은 낮고 능선 모양의 볏이 있다. 가시가 낮고 몸이 옆으로 납작해 보인다. 두 개의 둥근 뺨 가시와 두 개의 둥근 가시가 눈 아래에 있다. 꼬리는 몸에 비해 길다. 5번째, 10번째, 14번째, 그리고 때때로 9번째 꼬리 고리가 약간 확대될 뿐만 아니라 4번째, 7번째, 그리고 때로는 첫 번째 몸통 고리가 약간 확대된다.
많은 해마 종은 비슷하게 보인다. 즉시 식별할 수 없는 경우 특정 측정 및 계수를 사용하여 가능성을 좁힌다. :12다음은 H. mohnikei 의 측정 표이다. (범위가 있을 경우 괄호 안에 기재한다.) :18–24
| 특성                                        | 수치           |
| ------------------------------------------- | -------------- |
| 표본의 최대 길이                            | 8cm            |
| 머리 길이에 대한 주둥이 길이(HL/SnL)        | 3.0(2.8 – 3.9) |
| 꼬리 고리의 수                              | 38개(37-40)    |
| 몸통 고리의 수                              | 11개           |
| 뺨 가시의 수                                | 대략 2개 정도  |
| 눈 가시의 수                                | 대략 2개 정도  |
| 등지느러미를 지지하는 몸통과 꼬리 고리의 수 | 몸통 2, 꼬리 1 |
| 등지느러미 수                               | 15-16개        |
| 가슴지느러미 수                             | 13개(12-14)    |

산호해와 유사한 종으로는 왕관 해마 (10개의 몸통 고리, 매우 높은 관, 그리고 짧은 등지느러미와 접하는 크게 확장된 가시가 있는 H. coronatus ), 신도 해마 (10개의 몸통 고리, 거의 없는 꼬리 고리 그리고 더 두드러진 관이 있는 H. sindonis) 그리고 해마 (10개의 몸통 고리, 거의 없는 꼬리 고리, 더 두드러진 관, 그리고 짧은 등지느러미와 접하는 크게 확장된 가시가 있는 H. haema )가 있다.

## 성장과 발달
H. mohnikei는 6mm의 길이의 유년기에도 등지느러미, 뒷지느러미, 가슴지느러미가 완전히 발달한다. 청소년기의 6-26.4mm 전체 길이에서 또한 두 개의 광선이 있는 작은 꼬리 지느러미를 가지고 있다. H. mohnikei는 55mm에 성년이 되며 길이가 80mm에 도달할 수 있다. 생후 6개월에서 1년 사이에 번식을 시작한다. H. mohnikei는 태생이다. 수컷은 꼬리 아래에 있는 육아낭에 알을 품고 있다.

## 인용
1. ↑  Pollom, R. (2017). "Hippocampus mohnikei". IUCN Red List of Threatened Species. 2017: e.T41005A54907304. doi:10.2305/IUCN.UK.2017-3.RLTS.T41005A54907304.en. Retrieved 17 November 2021.
2. ↑  "Appendices | CITES". cites.org.
3. 1 2 3  Foster SJ, Vincent CJ.
4. ↑  M. Thangaraj A. P. Lipton.
5. ↑  “Marine Conservation Cambodia's Website”. 2011년 10월 9일에 원본 문서에서 보존된 문서.
6. 1 2  Kanou, Kouki; Kohno, Hiroshi (November 2001). “Early life history of a seahorse, Hippocampus mohnikei, in Tokyo Bay, Japan”. 《Ichthyological Research》 48 (4): 361–368. doi:10.1007/s10228-001-8159-9.
7. 1 2  FishBase.org page on H. mohnikei
8. 1 2 3  《A Guide to the Identification of Seahorses. Project Seahorse and TRAFFIC North America.》. Washington, D.C.: University of British Columbia and World Wildlife Fund. 2004. ISBN 978-0-89164-169-8.:75–76
9. ↑  “Hippocampus haema, a new species from Korea and Japan (Teleostei, Syngnathidae)”. 《ZooKeys》 (712): 113–139. 2017년 10월 30일. doi:10.3897/zookeys.712.14955. PMC 5704180. PMID 29187790.